# Stanislav Bodlák
Stanislav Bodlák (20. dubna 1896 Líšeň – 14. dubna 1943 Auschwitz) byl československý legionář, příslušník finanční stráže a Stráže obrany státu a oběť nacismu.

## Život

### Před první světovou válkou
Stanislav Bodlák se narodil 20. dubna 1896 v Líšni u Brna v rodině koželužského pomocníka Václava Bodláka a Filumeny, rozené Majzlové. Vychodil měšťanskou školu a pracoval jako malíř.

### První světová válka
Po vypuknutí první světové války byl Stanislav Bodlák povolán do c. a k. armády a jako příslušník 8. pěšího pluku nasazen na italské frontě, kde 6. srpna 1915 u Dobrda padl v hodnosti vojína do zajetí. V prosinci 1916 se přihlásil do Československých legií, kam byl přijat 10. dubna 1918. Dosáhl hodnosti desátníka.

### Mezi světovými válkami
Po návratu do Československa zůstal Stanislav Bodlák v armádní službě a v roce 1919 se zúčastnil bojů s Maďary. Po odchodu s armády se stal příslušníkem finanční stráže, kde dosáhl hodnosti vrchního rescipienta. Oženil se s Veronikou Mülly pocházející ze Spišských Vlachů, manželům se v roce 1922 narodil syn Miloš, v roce 1924 syn Stanislav a dcera Alice. Během vyhrocené situace v roce 1938 byl příslušníkem Stráže obrany státu.

### Druhá světová válka
Po německé okupaci v březnu 1939 byl Stanislav Bodlák jako bývalý legionář penzionován. Zapojil se do protinacistického odboje. Syn Miloš odešel do emigrace a stal se pilotem 311. československé bombardovací perutě (†1945 během letecké nehody). V důsledku toho byl Stanislav Bodlák, jeho žena Veronika, syn Stanislav a dcera Alice 17. září 1942 zatčeni v rámci akce Emigranten. Po počátečním věznění v Brně byl Stanislav Bodlák v únoru 1943 převezen do koncentračního tábora Auschwitz, kde 14. dubna téhož roku zahynul. Jeho manželka, syn a dcera byli internováni v internačním táboře Svatobořice a válku přežili.

## Posmrtná ocenění
- Stanislavu Bodlákovi byl in memoriam udělen Československý válečný kříž 1939